# Hensley Paulina
Hensley Paulina (Willemstad, 26 giugno 1993) è un velocista olandese originario delle Antille Olandesi.

## Palmarès
| Anno                                     | Manifestazione   | Sede           | Evento      | Risultato        | Prestazione | Note                          |
| ---------------------------------------- | ---------------- | -------------- | ----------- | ---------------- | ----------- | ----------------------------- |
| In rappresentanza delle Antille Olandesi |                  |                |             |                  |             |                               |
| 2009                                     | Mondiali U18     | Bressanone     | 100 m piani | Quarti di finale | 11"05       |                               |
| 2010                                     | Mondiali U20     | Moncton        | 100 m piani | dq               | dq          |                               |
| 2010                                     | Sudamericani U23 | Medellín       | 200 m piani | 4º               | 10"55       |                               |
| 2011                                     | Campionati CAC   | Mayagüez       | 100 m piani | Batteria         | 11"04       |                               |
| 2011                                     | Campionati CAC   | Mayagüez       | 4×100 m     | Batteria         | 41"49       |                               |
| In rappresentanza dei Paesi Bassi        |                  |                |             |                  |             |                               |
| 2012                                     | Mondiali U20     | Barcellona     | 100 m piani | Batteria         | 10"81       |                               |
| 2013                                     | Europei U23      | Tampere        | 100 m piani | Bronzo           | 10"48       | Miglior prestazione personale |
| 2013                                     | Europei U23      | Tampere        | 4×100 m     | Batteria         | dnf         |                               |
| 2013                                     | Mondiali         | Mosca          | 4×100 m     | 5º               | 38"37       |                               |
| 2014                                     | World Relays     | Nassau         | 4×100 m     | Finale B         | dnf         |                               |
| 2014                                     | Europei          | Zurigo         | 4×100 m     | 5º               | 38"60       |                               |
| 2015                                     | World Relays     | Nassau         | 4×100 m     | 15º              | 39"41       |                               |
| 2015                                     | Europei U23      | Tallinn        | 100 m piani | 4º               | 10"40       |                               |
| 2015                                     | Europei U23      | Tallinn        | 200 m piani | Batteria         | 21"17       |                               |
| 2015                                     | Europei U23      | Tallinn        | 4×100 m     | Finale           | dq          |                               |
| 2015                                     | Mondiali         | Pechino        | 4×100 m     | Batteria         | 38"41       |                               |
| 2016                                     | Mondiali indoor  | Portland       | 60 m piani  | Semifinale       | 6"73        |                               |
| 2016                                     | Europei          | Amsterdam      | 100 m piani | Semifinale       | 10"33       |                               |
| 2016                                     | Europei          | Amsterdam      | 200 m piani | Semifinale       | 23"49       |                               |
| 2016                                     | Giochi olimpici  | Rio de Janeiro | 4×100 m     | Batteria         | 38"53       |                               |
| 2017                                     | World Relays     | Nassau         | 4×100 m     | Finale           | dnf         |                               |
| 2017                                     | Mondiali         | Londra         | 4×100 m     | Batteria         | 38"66       |                               |
| 2018                                     | Europei          | Berlino        | 100 m piani | Semifinale       | 10"38       |                               |
| 2018                                     | Europei          | Berlino        | 4×100 m     | Bronzo           | 38"03       | Record nazionale              |
| 2019                                     | World Relays     | Yokohama       | 4×100 m     | Batteria         | 38"67       |                               |
| 2019                                     | Mondiali         | Doha           | 4×100 m     | Finale           | dq          |                               |
| 2021                                     | World Relays     | Chorzów        | 4×100 m     | Finale           | dnf         |                               |
| 2022                                     | Mondiali         | Eugene         | 4×100 m     | Batteria         | 39"07       |                               |
| 2023                                     | Mondiali         | Budapest       | 4x100 m     | Batteria         | dnf         |                               |
| 2024                                     | World Relays     | Nassau         | 4×100 m     | Batteria         | 38"87       |                               |